# 청하공주
청하공주(淸河公主, ? ~ ?)는 후한 말의 실권자인 조조의 장녀이자 하후무의 아내이다.

## 생애
조조와 첩 유부인(劉夫人) 사이에서 태어났는데 어머니는 일찍 죽었다. 조조는 장녀 청하공주를 정의에게 시집보내려고 하였으나 삼남 조비가 “여자는 얼굴을 보는데 정의는 애꾸눈이니 청하공주가 상심하지 않을까 걱정됩니다. 하후돈의 아들 하후무가 더 낫습니다.”라고 하므로 그렇게 하였다. 하후무와의 사이는 좋지 않았다.

## 가계
- 아버지 : 조조
- 어머니 : 유부인
  - 동복 형제 : 조앙
  - 동복 형제 : 조삭
  - 본인 : 청하공주
  - 남편 : 하후무

## 참고 문헌
- 어환, 《위략》 ; 배송지 주석, 《삼국지》9권 위서 제9 하후돈에서 인용